# Buxbaumia
A Buxbaumia (magyarul koboldmohák) egy tizenkét fajt magába foglaló lombosmoha (Bryophyta) nemzetség. Először 1742-ben nevezte el őket Albrecht von Haller és később, a modern nomenklatúra bevezetésekor 1801-ben Johann Hedwig adta a Buxbaumia nevet a nemzetségnek Johann Christian Buxbaum fizikus és botanikus tiszteletére, aki 1712-ben fedezte fel az első fajt a Volga deltájában. A nemzetség fajai életük kezdetén mikroszkopikus méretűek, csak a reproduktív szakaszban válnak láthatóvá amikor is a sporofiton megjelenik. Az aszimmetrikus spóratok jellegzetes alakja, felépítése miatt alkot külön csoportot a mohák rendszertanában ez a csoport. A kutatók úgy gondolják, hogy a primitívebbnek tartott és modernebb mohák között alkotnak átmenetet a Buxbaumia nemzetség tagjai.

## Jellemzés
A Buxbaumia növények gametofitonja nagyon kisméretű összehasonlítva a sporofitonnal.  A legtöbb moha gametofitonja zöld színű és leveles, lényegesen nagyobb mint  a sporofiton ami a spórákat termeli. Ezzel ellenben a Buxbaumia gametofitonja mikroszkopikus méretű, színtelen, nem rendelkezik szárral és szinte teljesen levéltelen.  A protonema zöldesfekete fonalszerű ami megtalálható a felszínen ahol a moha nő.  A növények kétlakiak, azaz a hím és női ivarszerveket különböző növények fejlesztik.  A hím növény csak egy mikroszkopikus levelet növeszt az antheridium köré, a női ivarszervet hordozó növény három vagy négy apró, színtelen levelet fejleszt az archegonium köré.
Mivel a gametophyton nagyon kis méretű, a növény nem vehető észre ebben az életciklusban, csak akkor válik szabad szemmel is észrevehetővé amikor a sporofiton kifejlődik.  Az extrém redukálódott mérete a Buxbaumia gametofitonnak felveti azt a kérdést, hogy hogy jut tápanyaghoz, hogyan táplálkozik a növény? A legtöbb mohával ellentétben nem termel klorofillt hanem szaprofita, azaz korhadékon él.  Feltehetőleg gombapartnerekkel él együtt, amik biztosítják a tápanyagellátást a növény számára.
A sporofiton éretten 4–11 mm magas. A jellegzetes alakú aszimmetrikus spóratok a nyél tetejéhez kapcsolódik.  Mint más Bryopsida esetében, a spóratok itt is kettős perisztómiummal (diplolepid típusú) nyílik, a perisztómiumot alkotó sejtek jellegzetes formában vállnak el egymástól.  A külső (exostome) perisztóma 32 rövid "fogra" hasad szét.  De más mohákkal ellentétben itt a belső (ensdostome) peristomium rész nem hasad fogakra, hanem összefüggő membránt alkotnak a sejtek a spóratok nyílásánál.  Hasonló perisztómium szerkezettel a Diphyscium nemzetség rendelkezik, bár itt csak 16 perisztómium fog van. Diphyscium rendelkezik egy másik különlegességgel is, ugyanis a szár alapján kinövések vannak, amik összetévesztésig hasonlítanak a rhizoidokra.

## Elterjedés és ökológia

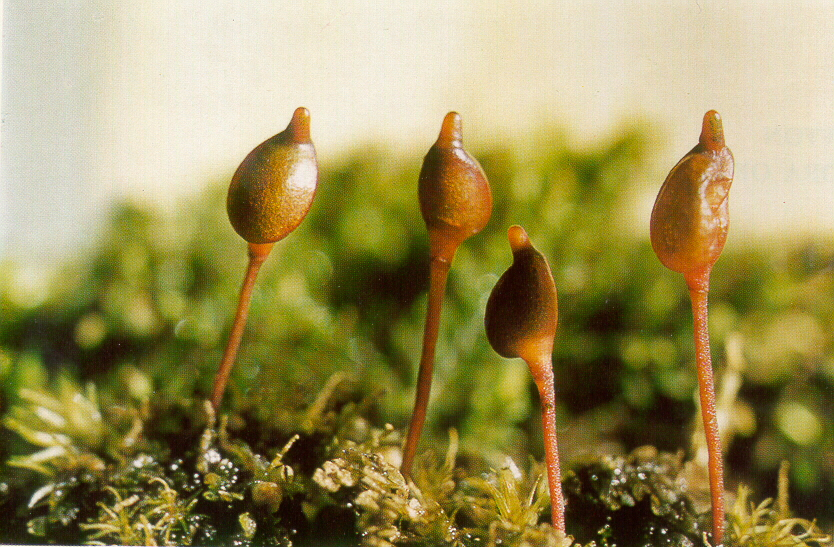
Buxbaumia aphylla sporofitonja más mohák között növekszik. Szabad szemmel látható levele nincs a Buxbaumia fajoknak, a gametofiton nem rendelkezik szárral és levelei mikroszkopikus méretűek.

A Buxbaumia fajok a mérsékelt éghajlatú területektől  kezdve a szubarktikus régióig általánosan megtalálhatóak az északi féltekén, délen Ausztrália és Új-Zéland hidegebb területein is megtalálható.
A Buxbaumia fajok egyéves vagy kétéves pionír növények, zavart élőhelyeken fordulnak elő. Korhadó fákon, morzsolódó sziklákon vagy közvetlenül a csupasz talajon növekednek.  Ebből kifolyólag előfordulásuk nagyon bizonytalan, sokáig nem találhatóak meg egy helyen, hirtelen eltűnhetnek egy élőhelyről és új helyen bukkannak fel.  A sporofiton ősz elején kezd fejlődni és a téli hónapokban éri el a teljes fejlettséget.  A spórák késő tavasszal, nyár elején lesznek érettek és állnak készen a kiszóródásra.  A spórák kilökődését segíti az aszimmetrikus tok, a ráhulló esőcseppek préselik ki a spórákat a tokból.
Az aszimmetrikus sporofiton fejlődése speciális a Buxbaumia aphylla esetében, általában az erősebb megvilágítás felé fordulva növekszik (ez általában a déli irány az északi féltekén).  A Buxbaumia fajok gyakran kisméretű Cephaloziella májmohákkal nőnek együtt, amiknek sötét gyepén jól észrevehetőek a Buxbaumiák.

## Rendszertan
Buxbaumia az egyetlen nemzetsége a Buxbaumiaceae családnak, Buxbaumiales rendnek és Buxbaumiidae alosztálynak.  Ez a testvércsoportja a Bryopsida osztálynak.  Néhány régebbi rendszertani besorolás a Diphysciaceae családot is a Buxbaumiales rendbe sorolta a hasonló perisztómium szerkezet alapján, illetve a Buxbaumiaceae-t a Tetraphidales rendbe. A jelenlegi rendszertani besorolás a DNS szekvenálási adatokon nyugszik. Ezek alapján nincs közvetlen kapcsolat  a Buxbaumia és Diphysicum nemzetség között, különálló parafiletikus csoportként vannak besorolva. Jelenlegi eredmények alapján nem sorolhatók a Tetraphidales rendbe.

### A nemzetség fajai
Levéltelen koboldmoha (Buxbaumia aphylla) (Magyarországon él)
Buxbaumia colyerae
Buxbaumia himalayensis
Buxbaumia javanica
Buxbaumia minakatae
Buxbaumia novae-zelandiae
Buxbaumia piperi
Buxbaumia punctata
Buxbaumia symmetrica
Buxbaumia tasmanica
Buxbaumia thorsborneae
Zöld koboldmoha (Buxbaumia viridis) (Magyarországon él)
A növények egyszerű felépítése miatt, Goebel a Buxbaumia nemzetséget primitív moháknak tartotta, átmenetnek gondolta az algák és a lombosmohák között, de a vizsgálatok azt mutatják, hogy ez a redukálódott forma másodlagosan alakult ki.  A szokatlan perisztómium szerkezet alapján a nematodon típusú (amikor is sejtek alkotják a perisztómium fogat, Polytrichopsida osztály) és az arthrodont típusú (amikor a sejtek szétszakadnak és csak a sejtfal alkotja a perisztómium fogat, Bryopsida) lombosmoha osztályok közötti átmeneti csoportnak tartják, de jelenleg a Bryopsida osztályhoz tartozik rendszertanilag.

## Internetes hivatkozások
- W. B. Schofield. 2004. Bryophyte Flora of North America: Buxbaumiaceae

## Fordítás
Ez a szócikk részben vagy egészben  a   Buxbaumia című angol Wikipédia-szócikk ezen változatának fordításán alapul.  Az eredeti cikk szerkesztőit annak laptörténete sorolja fel. Ez a jelzés csupán a megfogalmazás eredetét és a szerzői jogokat jelzi, nem szolgál a cikkben szereplő információk forrásmegjelöléseként.